# Triangle of Sadness
Triangle of Sadness är en svensk engelskspråkig spelfilm av Ruben Östlund från 2022. Triangle of Sadness belönades med Guldpalmen 2022. Huvudrollerna spelas av Charlbi Dean, Harris Dickinson och Woody Harrelson.
Triangle of Sadness skildrar satiriskt modevärlden och skönhetsindustrin. Filmen består av tre sammanhängande delar, som utspelas i modevärlden, ombord på en lyxyacht samt på en öde ö.
Filmen hade urpremiär på filmfestivalen i Cannes 21 maj 2022. Charlbi Dean avled tre månader senare. Den hade sin biopremiär i Sverige den 7 oktober 2022, utgiven av SF Studios.

## Rollista
- Charlbi Dean som Yaya[1]
- Harris Dickinson som Carl[1]
- Dolly de Leon som Abigail [8]
- Woody Harrelson som sjökapten[4]
- Henrik Dorsin som Jarmo Björkman[9][10][11]
- Thobias Thorwid som Lewis Taylor[8]
- Oliver Ford Davies[5]
- Iris Berben[5]
- Alex Schulman som Alex Schulman[8]
- Arvin Kananian[5]
- Hanna Oldenburg[8]
- Zlatko Buric[8]
- Vicki Berlin som Paula[8]
- Carolina Gynning som Ludmilla[8]
- Malte Gårdinger som modell[8]
- Amanda Walker som Clementine[8]
- Linda Anborg som lyxhustru[8]
- Beata Borelius som influerare[8]
- Camilla Läckberg som Camilla Läckberg[8]
- Sunnyi Melles[8]
- Shaniaz Hama Ali som Sofia[8]
- Amanda Schulman som Amanda Schulman[8]
- Ralph Schicha som Uli[8]
- Alicia Eriksson som flygvärdinna[8]
- Timoleon Gketsos som besättningsman[8]
- Chris Westerstrom som pilot[8]

## Produktion
Filmen producerades av Plattform Produktion, i samproduktion med bland andra Film i Väst, SVT och Svenska Filminstitutet.

## Utmärkelser
Filmen vann i sex nomineringar på Guldbaggegalan 2023.
- Bästa film
- Bästa Regi (Ruben Östlund)
- Bästa kvinnliga biroll (Dolly de Leon)
- Bästa manliga biroll (Zlatko Buric)
- Bästa kostymdesign (Sofie Krunegård)
- Bästa maskdesign (Stefanie Gredig)

2022 vann filmen Guldpalmen på filmfestivalen i Cannes.
I januari 2023 blev filmen Oscarsnominerad.